# 王凌雲 (軍人)
王 凌雲（おう　りょううん/ワン・リンユン、1899年9月27日（光緒25年8月23日）- 1968年？） は中華民国の軍人。最終階級は中将。原名は仙挙、号は仙峰。直隷派系統の地方軍閥・鎮嵩軍の出身で、国民革命軍への参加後は中央軍・土木系（陳誠派）の高級将官として日中戦争で緒戦を指揮した。
南京中央陸軍軍官学校高級班第3期、陸軍大学将官講習班第2期、将官班甲級第3期卒業。

## 生涯
河南省伊陽県（現：汝陽県）蟒庄村出身。伊陽県第一高等小学堂卒業。1917年前後に陝西陸軍講武堂で軍官としての教育を受けたのち、劉鎮華率いる陝西省の土着軍閥・鎮嵩軍に属する。鎮嵩軍は辛亥革命に参加した河南省の匪賊出身者を多く擁しており、直属の上官の憨玉琨も元匪賊であった。
革命派出身でありながら北洋政府を支持する劉鎮華は、勢力を拡大すべく積極的に直隷派に取り入り、安徽派に与する陝西督軍・陳樹藩を追放し、さらに馮玉祥とも義兄弟の契りを交わして陝西督軍と省長の地位を得た。馮玉祥が北京政変で天下を取ると1924年12月、憨玉琨の陝西陸軍第1混成旅も北洋中央陸軍第35師に昇格すると同時に、一度は敵対関係にあった国民軍第2軍軍長・胡景翼と連携し、河南省に逃げ込んだ呉佩孚と直隷派残部を殲滅した。しかしその直後、憨玉琨と胡景翼の間で、河南省をめぐる地盤争い（「胡憨之戦」）が勃発する。翌1925年になると、劉鎮華も自ら鎮嵩軍主力を率いて河南省に乗り出し、国民軍との全面戦争となった。王凌雲は憨玉琨の側近として付き従うが、4月、ついに包囲された憨玉琨は大量のアヘンを飲んで自殺し、鎮嵩軍も全軍瓦解してしまった。王凌雲は国民軍に投降し、国民軍第3軍に編入される。
以後、王凌雲は河南省西部を拠点とするが、度重なる動乱に否応なしに巻き込まれていく。翌1926年1月、湖北省で再起した呉佩孚の討賊聯軍は、再建された鎮嵩軍を従えて河南省に侵攻（鄂豫戦争）、大半が王凌雲のような帰順者の寄せ集めであった国民軍第2軍は2ヶ月足らずで瓦解してしまった。王凌雲の部隊は憨玉琨と匪賊以来の義兄弟の関係にあった張治公に接収され、4月、第9混成旅第1団第2営営長に任ぜられる。また、目をかけられていた故郷の伊陽県県長・鄭国翰を頼り、同年に鄭国翰が豫陝甘剿匪司令に任ぜられると、王はその護衛団団長を務めた。
しかし、迫りくる北伐で討賊聯軍は河南省以外の基盤を失うなど1年足らずで弱体化の一途をたどり、それに乗じて豫西では緑林が活発化した。1927年、緑林の襲撃を受け、鄭は部下の裏切りに遭って刺殺されてしまった。命からがら逃亡した王凌雲は、伊陽県の民団首領・王建昭を頼る。王建昭の民団は呉佩孚より正規軍として承認され、討賊聯軍第一路第九混成旅となる。王建昭が旅長、王凌雲が営長として伊陽県城防衛に徹した。そのころ、北からも張作霖の奉天派が「援呉」を名目に張学良を差し向けて河南省侵攻を開始し、進退窮まった呉佩孚はついに下野する。やがて河南省に躍り出た北伐軍により張学良軍は撃退され、救出された河南省の直隷派残部は易幟した。6月、新たに河南省の統治者となった馮玉祥の第2集団軍の指揮下に入り、伊陽城防総隊への改変後、第3支隊隊長、河南省汝陽県民団営長。
しかし、北伐完了後も河南省の治安は安定しなかった。1929年夏になると緑林が汝陽県城を襲撃。王凌雲は重症を負い、駐上店まで撤退を強いられた。1929年7月、民団総隊長に就任するが、孤立無援のまま9月には王建昭も戦死する。王凌云は各民団首領の支持を得て、民団の残部1000余人を糾合し、“中国陸軍第一師”師長を称する。
同年11月7日、閻錫山より支援を取り付け、河南省臨、伊、自、平四県剿匪司令部司令官となる。
中原大戦中の1930年8月、陝西省で蔣介石支持に転じ、同地の革命派の古参人士張鈁が指揮する国民革命軍第20路軍に接収され、第3師師長。12月の部隊整編で、陸軍第75師（長：宋天才）第225旅に縮小、さらに第20路軍特務旅と頻繁に改称され、任旅長。討伐対象も緑林から紅軍と変わり、同年春、登封、臨汝県、郟県などで第9師と連携し剿匪作戦に当たる。7月には南陽に転戦。同年冬より翌年春まで宝豊県、魯山県にて鄂豫皖辺区紅軍及根据地に対する第3次・第4次囲剿作戦に参加。 
1932年6月、特務旅は潢川進攻にて壊滅的打撃を受けた第76師再建のためその隷下に転じ、3月、第227旅に改称。さらに1934年夏、江西省の囲剿作戦に参加。
1936年2月3日、陸軍少将。1937年1月、陸軍大学将官講習班を受訓。卒業してまもなく日中戦争が勃発し、第二次上海事変にて福山・嘉興間の防衛線を構築した。11月21日より第76師師長に昇進と同時に新規編成された土木系（陳誠派）の第79軍（軍長：夏楚中、副軍長：王甲本）に基幹部隊として編入され、南昌戦役、第一次長沙戦役、冬季攻勢、桂南会戦等の緒戦を指揮。
1940年3月より第76師は第2軍（李延年）隷下に転じ、1942年1月に第2軍副軍長兼第76師師長、6月25日には第2軍軍長、1943年に滇西警備司令部司令官を兼任し、雲南省を拠点としてビルマの日本軍と対峙した。
1945年8月の終戦前後に陸軍大学特別班に入学、同年11月卒業。
1946年3月、雲南省に戻り、陸軍整編第9師師長。10月、雲南警備総司令部副総司令を兼任。当時の昆明は終戦とともに噴出した民衆の不満で混乱を極めており、それに対する警備総司令部の度を越した弾圧は逆効果となっていた。
1947年11月、軍事委員会高級参謀となったが、国共内戦の本格化に伴いわずか3日で済南指揮所（主任：王耀武）、ついで胶東兵団司令部（司令官：范漢傑）副司令官に発令される。
1947年12月、故郷の河南省防衛を任され、南陽の第13绥靖区司令部司令官（～1948年4月）等職。
1948年6月、整編第9師より第2軍を再建し、軍長に就任するも、寄せ来る人民解放軍に敗北を重ね、陝西省、ついで四川省東部の大巴山に追いやられる。しかし、同地も既に勝敗は決しつつあり、12月には東部成都で朱鼎卿の第3兵団が投降した。南東の宋希濂の第14兵団は瓦解の上捕虜となった。進退窮まった王凌雲はついに1950年1月7日、四川東端の通江県で人民解放軍の捕虜となった。
中華人民共和国の成立後、10年以上にわたり戦犯管理所で思想改造を受け、1961年末に特赦釈放される。北京を経て、1963年に帰郷し、開封に居住。のち河南省政協秘書処専員。しかし、まもなく文化大革命で迫害を受け、1968年夏、鄭州の自宅を出たまま行方不明となる。

## 年譜
- 1917年前後：陝西陸軍講武堂卒業

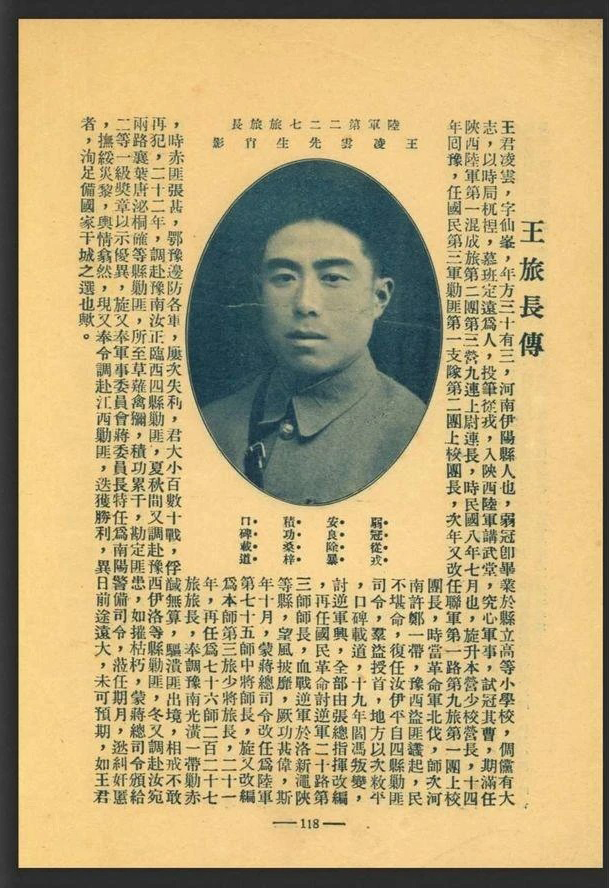
剿共作戦当時（1933年ごろ）

- 1919年7月：陝西陸軍第1混成旅（憨玉琨）第2団第3営第9連連長（上尉）
- 1924年12月：北洋中央陸軍第35師（憨玉琨）第1混成旅第1団当馬弁
- 1925年：第35師副官、第35師第1混成旅衛隊営営長（少校）
  - 4月以降：国民第3軍剿匪第1支隊第2団団長
- 1926年4月:陝潼護軍使署（護軍使：張治公）第9混成旅第1団第2営営長、豫陝甘剿匪司令部護衛団団長
- 1927年：討賊聯軍第1路第9混成旅（旅長：王建昭）第1団団長
- 1927年6月：伊陽城防総隊第3支隊隊長、河南省汝陽県民団営長
- 1929年
  - 7月：伊陽城防総隊総隊長、
  - 9月：“中国陸軍第一師”師長
  - 11月7日：河南省臨、伊、自、平四県剿匪司令
- 1930年
  - 8月：国民革命軍第20路軍（総指揮部：張鈁）第3師師長
  - 12月：陸軍第75師（長：宋天才）第225旅旅長
- 1931年
  - 2月：第20路軍特務旅旅長
  - 春：登封、臨汝県、郟県で第9師と連携し剿匪作戦に参加
  - 7月：南陽に転戦。
  - 同年冬：第3次・第4次“囲剿”作戦に参加（〜翌年春まで）
- 1932年6月：第76師特務旅
- 1933年3月：第76師第227旅に改編。
- 1934年夏：江西省に派兵
- 1935年：南京中央陸軍軍官学校高級班第3期
- 1936年2月3日：国民革命軍少将[7]
- 1937年
  - 1月：陸軍大学将官講習班受訓
  - 3月：卒業、原隊復帰
- 1937年11月21日：第76師師長[8]

1940年3月：第2軍第76師師長、南昌戦役、桂南会戦諸役に参加。
- 1942年
  - 1月：陸軍第2軍副軍長兼第76師師長
  - 6月25日：陸軍第2軍軍長
  - 8月：中央訓練団
- 1943年：滇西警備司令部司令官兼任
- 1945年
  - 8月：陸軍大学特別班入学
    - 11月：卒業
- 1946年
  - 3月：陸軍整編第9師師長
  - 10月：雲南警備総司令部（司令官：何紹周）副総司令[9]、兼任整編第9師師長
- 1947年11月：軍事委員会高級参謀、済南指揮所（主任：王耀武）胶東兵団（中国語版）司令部（司令官：范漢傑）副司令官
- 1947年12月：南陽第13绥靖区司令部司令官（～1948年4月）
- 1948年
  - 6月:整編第9師師長兼第2軍軍長[6]
  - 9月22日：任陸軍中将
- 1949年
  - 3月：河南第1挺進軍総指揮
  - 10月：河南绥靖主任公署第1路軍司令部司令、豫陕辺区挺進軍総指揮兼豫西行署主任等職、率部駐防河南安原地区
  - 11月：川豫陕鄂绥靖主任公署主任、豫陕川鄂四省辺区挺進軍総指揮部総指揮兼任
- 1950年1月7日：四川通江地区にて人民解放軍に投降
- 1961年12月25日：特赦釈放
- 1963年：河南省政協秘書処専員

## 栄典
- 1945年10月：忠勤勲章
- 1946年5月：勝利勲章